# چشمه حاج سلیمان
چشمه حاج سلیمان نام روستایی از توابع بخش انابد شهرستان بردسکن در استان خراسان رضوی است.

## جمعیت
این روستا در دهستان درونه قرار دارد و براساس سرشماری سال ۱۳۹۵ جمعیت آن ۱۸۹ نفر (۵۶ خانوار) بوده است.